# Adolf
Adolf je moško osebno ime.

## Izvor imena
Ime Adolf izhaja iz nemščine, kjer ga pišejo tudi Adolph. Izpeljujejo ga iz starejših oblik  Athalwolf, Athaulf in razlagajo kot zloženo iz starovisokonemških besed adal v pomenu »plemenit« in wolf v pomenu »volk«  

## Različice imena
- moške različice imena: Adi, Ado, Adolfo, Dolfe, Dolfek, Dolfi
- ženske različice imena: Adolfa, Adolfina, Dolfa, Dolfina

## Tujejezikovna raba imena
- pri Čehih: Adolf
- pri Francozih: Adolphe
- pri Italijanih: Adolfo, Adinolfo, Adolfino, Dolfino
- pri Nemcih: Adolf, Adolph, Adolf
- pri Rusih: Адольф
- pri Špancih: Adolfo
- pri Švedih: Adolf

## Pogostost imena
Po podatkih Statističnega urada Republike Slovenije je bilo na dan 31. decembra 2007 v Sloveniji število moških oseb z imenom Adolf: 1.022. Med vsemi moškimi imeni pa je ime Adolf po pogostosti uporabe uvrščeno na 162. mesto.

## Osebni praznik
V koledarju je ime Adolf zapisano: 30. junija (Adolf, škof v Osnabrücku, † 30. jun. 1224) in 27. septembra (Adolf, mučenec, † 27. sep.) 

## Znane osebe
- Adolf Hitler, nemški diktator in nacistični voditelj